# Duševní vlastnictví
Duševním vlastnictvím se rozumějí práva k nakládání s díly, vynálezy a jinými výsledky procesu lidské tvořivosti, zkoumání a myšlení. Těmi jsou myšleny různé výsledky více či méně originálních myšlenek, námětů, návodů a řešení. Díky své nehmotné podstatě lze za duševní vlastnictví považovat jen to, co je společností považováno za vhodné k ochraně právní úpravou, vesměs by tedy mělo jít o výsledky tvorby, výzkumu, či jiné činnosti, které jsou dostatečně jedinečné či originální.
Hodnota práv k duševnímu vlastnictví je většinou hůře určitelná než u fyzického majetku, závisí pak zejména na míře jejich následné využitelnosti a přínosu pro jedince či společnost a schopnosti podpořit další tvorbu (materiálního i nemateriálního charakteru).
Práva k duševnímu vlastnictví lze směňovat, užívat, ale i ochraňovat podle dané právní úpravy. Právo týkající se duševního vlastnictví se v České republice sestává ze dvou celků:
1. autorské právo, které je reprezentováno autorským zákonem.
2. práva průmyslového vlastnictví, jež jsou zakotvena ve více dílčích právních předpisech. Upravují je zákony č. 14/1993 Sb., o opatřeních na ochranu průmyslového vlastnictví, č. 527/1990 Sb., o vynálezech a zlepšovacích návrzích, č. 207/2000 Sb., o ochraně průmyslových vzorů, č. 478/1992 Sb., o užitných vzorech, č. 529/1991 Sb., o ochraně topografií polovodičových výrobků, č. 206/2000 Sb., o ochraně biotechnologických vynálezů, č. 408/2000 Sb., o ochraně práv k odrůdám rostlin, č. 441/2003 Sb., o ochranných známkách, a č. 452/2001 Sb., o ochraně označení původu výrobků.

Na mezinárodní úrovni se duševním vlastnictvím zabývají organizace:
- Mezinárodní spojené úřady pro ochranu duševního vlastnictví (BIRPI)
- Světová organizace duševního vlastnictví (OMPI – WIPO)

## Kritika
Salam Alshareef hovoří o duševním vlastnictví v souvislosti s onemocněním COVID-19, nerovnoměrnou distribucí vakcín, příp. nedostatečnou výrobou. Uvádí, že právo k duševnímu vlastnictví dává farmaceutickým společnostem monopol na výrobu a výhradní právo k prodeji licence, což může společnosti škodit.